# ペンリン男爵
ペンリン男爵（ペンリンだんしゃく、英: Baron Penrhyn）は、イギリスの貴族、男爵、爵位。アイルランド貴族と連合王国貴族でそれぞれ1度創設され、後者が存続している。

## 歴史
ホイッグ党所属のグレートブリテン庶民院議員リチャード・ペナント(1736?–1808)は1783年11月19日にアイルランド貴族であるラウス県ペンリンにおけるペンリン男爵（Baron Penrhyn, of Penrhyn, co. Louth）に叙された。彼には子女がおらず、爵位は1代で廃絶した。遺産は姉妹エリザベスの孫にあたるジョージ・ヘイ・ドーキンス(1764–1840)（のちに「ペナント」を姓に加える）が相続したが、彼にも息子がおらず、長女ジュリアナ・イザベラ・メアリー(1808–1842)が遺産を相続した。
ジュリアナの夫エドワード・ゴードン・ダグラス(1800–1886)はカーナーヴォン州の政治家であり、1841年にペナントを姓に加え、保守党所属庶民院議員を務めたのち、1866年8月3日に連合王国貴族であるカーナーヴォン州ランデガイのペンリン男爵（Baron Penrhyn of Llandegai, co. Carnarvon）に叙された。2代男爵ジョージ・ショルト・ゴードン・ダグラス＝ペナント(1836–1907)、3代男爵エドワード・ショルト・ダグラス＝ペナント(1864–1927)も保守党所属の庶民院議員だった。
2020年現在の当主である7代男爵サイモン・ダグラス＝ペナント(1938–)は初代男爵の次男の曽孫にあたる。

## ペンリン男爵（第1期、1783年）
- 初代ペンリン男爵リチャード・ペナント（1736年? – 1808年）

## ペンリン男爵（第2期、1866年）
- 初代ペンリン男爵エドワード・ゴードン・ダグラス（英語版）（1800年 – 1886年）
- 第2代ペンリン男爵ジョージ・ショルト・ゴードン・ダグラス＝ペナント（英語版）（1836年 – 1907年）
- 第3代ペンリン男爵エドワード・ショルト・ダグラス＝ペナント（英語版）（1864年 – 1927年）
- 第4代ペンリン男爵ヒュー・ネイピア・ダグラス＝ペナント（英語版）（1894年 – 1949年）
- 第5代ペンリン男爵フランク・ダグラス＝ペナント（英語版）（1865年 – 1967年）
- 第6代ペンリン男爵マルコム・フランク・ダグラス＝ペナント（英語版）（1908年 – 2003年）
- 第7代ペンリン男爵サイモン・ダグラス＝ペナント（英語版）（1938年 – ）

爵位の法定推定相続人は現当主の長男エドワード・ショルト・ダグラス＝ペナント閣下（1966年 – ）であり、その推定相続人は弟にあたるヒューゴ・チャールズ・ダグラス＝ペナント閣下（1969年 – ）である。